# Bednary (województwo opolskie)
Bednary – osada w Polsce położona w województwie opolskim, w powiecie nyskim, w gminie Otmuchów.
W latach 1975–1998 miejscowość administracyjnie należała do ówczesnego województwa opolskiego.
Osada Bednary należy do sołectwa Malerzowice Małe.

## Historia
W XIX w. wieś posiadała pieczęć gminną, na której wizerunku przedstawiono cep w słup, za nim skrzyżowane kosa i grabie oraz pieczęć napisową z napisem  GEME: | SIEGEL | BITTENDOR | GROTTKAU | CREIS